# NGC 3952
NGC 3952 (również IC 2972 lub PGC 37285) – galaktyka spiralna (Sm), znajdująca się w gwiazdozbiorze Panny. Odkrył ją William Herschel 11 marca 1787 roku.